# Parauta
Parauta és un poble de la província de Màlaga (Andalusia), que pertany a la comarca de la Serranía de Ronda. El traçat urbà conserva la seva fesomia àrab, encara que amb incorporacions d'indubtable interès, com l'arc del carrer Altillo o l'església de la Purísima Concepción, del XVI. Passejant pels carrers observarem que l'empedrat està present en moltes d'elles i les cases són d'una sola planta amb murs de maçoneria emblanquinada i finestres amb ferratges. En el poble, a més, trobarem dues places i tres fonts.

## Història
L'origen del nom cal situar-lo en l'època musulmana, època que també ha deixat com herència el traçat sinuós dels seus carrers. Quant al naixement del municipi com a tal, pràcticament no existeix documentació referent a això. Però hi ha un aspecte en el qual coincideixen la majoria dels historiadors i és sobre el naixement del cabdill Omar ibn Hafsún en el terme. Aquest era fill d'un noble visigot i va néixer en una antiga alqueria, Torrichuela o Torrecilla (que en l'actualitat pertany al terme de Pujerra). Cal tenir en compte que els muladins descendien dels cristians que habitaven la zona abans de la revolució musulmana. Els historiadors daten en l'any 854 el naixement d'Omar ibn Hafsún, que va passar a la història per encapçalar una rebel·lió contra els notables cordovesos, arrossegant-ne tota Andalusia. Aquest moviment va permetre el naixement del regne independent del Califat de Còrdova, dominat pels Omeies. El regnat de Ben Hafsun va durar fins a la seva mort, esdevinguda en la fortalesa de Bobastro en l'any 917, on va ser enterrat, ja convertit al catolicisme amb el nom de Samuel.
La població del municipi va minvar molt després de la rebel·lió dels moriscs, sent repoblat, igual que en altres pobles de la província, per cristians vells procedents, en la seva majoria, de Cadis i Sevilla.

## Entorn natural
El terme municipal s'estén per tot just 4.450 hectàrees, de les quals gran part estan afectades pel parc Natural. Això fa que sigui molt ric en Naturalesa però amb pocs recursos, al tenir menys d'un 10% de terreny cultivable i ocupar, la massa forestal, el 31% d'aquest. La ramaderia tampoc és important, havent una mica d'oví i caprí. És, per tant, en aquest valor ecològic, en el qual el poble es dona suport per a revitalitzar la seva economia. Així trobarem monuments com l'alzina Valdecilla de més de tres metres de diàmetre i edat incalculable, la qual conserva tot el seu brancatge.